# La forza della mente
(John Donne, Sonetti sacri)
La forza della mente (Wit) è un film del 2001 scritto e diretto da Mike Nichols, tratto dal dramma di Margaret Edson Wit.

## Trama
Vivian Bearing è un'insegnante di letteratura inglese, dedita alla poesia metafisica di John Donne. La sua vita cambia quando le viene diagnosticato un carcinoma ovarico allo stato avanzato (adenocarcinoma): Vivian viene quindi sottoposta alle cure del dottor Harvey Kelekian, un oncologo, che le spiega in maniera concisa la sua situazione e le somministra immediatamente otto cicli di chemioterapia, di cui Vivian avverte gli effetti collaterali.
Vivian, mentre patisce lo strazio causato dalla chemioterapia, inizia a raccontare la storia della sua vita, l'infanzia, i suoi studi e la sua carriera da insegnante antecedente alla diagnosi. Raccontando, esprime anche i suoi sentimenti, la sua debolezza e la sua tristezza per il fatto che i medici limitano la sua cura solo in ambito formale, rivolgendosi a lei con terminologia tecnica di difficile comprensione. Tra i medici spicca anche Jason Posner, dedito alla ricerca ed ex studente della Bearing. Solo un'infermiera, Susie Monahan, sembra essere interessata ai bisogni e alle sensazioni di Vivian, condividendone i momenti e relazionandosi con lei.
Negli ultimi istanti di vita, Vivian riceve la visita della professoressa Evelyn Ashford, una sua insegnante, che le legge la storia del coniglietto fuggiasco. Jason, non appena si accorge che Vivian non risponde più, invoca l'aiuto degli operatori sanitari, ma Susie glielo impedisce, in quanto Vivian aveva dichiarato di non voler essere rianimata a seguito di un arresto cardiaco.

## Distribuzione

### Messa in onda
- 24 marzo 2001 negli Stati Uniti d'America (Wit)
- 26 agosto nel Regno Unito (Wit)
- 6 ottobre in Polonia (Dowcip)
- 15 gennaio 2002 in Ungheria (Fekete angyal)
- 27 gennaio nella Repubblica Ceca
- 6 ottobre nei Paesi Bassi
- 9 aprile 2006 in Svezia (Livet lär)

## Premi e riconoscimenti
- Primetime Emmy Awards
  - 2001 - Migliore film per la televisione